# Kallimachos (polemark)
Kallimachos var polemark i Aten 490 f.Kr. och var en av befälhavarna i slaget vid Marathon.
Som polemark hade Kallimachos en röst i militärfrågor, vid sidan av de tio strategoierna (generalerna), såsom Miltiades d.y. Miltiades övertalade Kallimachos att rösta för ett fältslag, när strategoierna var delade i två lika stora läger i frågan.
Vid Marathon förde Kallimachos befälet över den atenska arméns högra flank. De högra och vänstra flankerna (vänstra flanken under plataiaiernas befäl) omringade perserna efter vad som tycktes vara ett självmordsanfall av centern. Trots att grekerna segrade blev Kallimachos dödad under striden.